# Édouard Baer
Édouard Baer (Paris, 1 de dezembro de 1966) é um ator, encenador, radialista, roteirista e apresentador francês.
Em 2002, participou do sucesso Asterix e Obelix: Missão Cleópatra como Otis. Dez anos depois, substitui Christian Clavier como o protagonista em Astérix e Obélix: Ao Serviço de Sua Majestade (2012).